# Lithocarpus elizabethiae
Lithocarpus elizabethiae (Tutcher) Rehder – gatunek roślin z rodziny bukowatych (Fagaceae Dumort.). Występuje naturalnie w Chinach – w południowo-zachodniej części Fujian, Guangdong, Kuangsi, południowo-wschodnim Kuejczou oraz południowo-wschodniej części Junnanu. 

## Morfologia
PokrójZimozielone drzewo dorastające do 9–15 m wysokości.
LiścieBlaszka liściowa jest skórzasta i ma podłużny lub lancetowaty kształt. Mierzy 9–17 cm długości oraz 2–4 cm szerokości, jest całobrzega, ma klinową lub zbiegającą po ogonku nasadę i ostry wierzchołek. Ogonek liściowy jest nagi i ma 10–20 mm długości.
OwoceOrzechy o kulistym kształcie, dorastają do 14–24 mm średnicy. Osadzone są pojedynczo w miseczkach o niemal kulistym kształcie, które mierzą 15–30 mm długości i 15–28 mm średnicy. Orzechy są całkowicie otulone w miseczkach.

## Biologia i ekologia
Rośnie w lasach mieszanych. Występuje na wysokości do 1200 m n.p.m. Kwitnie od czerwca do września, natomiast owoce dojrzewają od sierpnia do listopada.